# Pachrophylla obelata
Pachrophylla obelata là một loài bướm đêm trong họ Geometridae.